# گروه تول
گروه تول (به انگلیسی: Toll Group) بزرگترین شرکت ترابری استرالیایی است، که در زمینه ارائه خدمات حمل‌ونقل زمینی، ریلی، دریایی و هوایی، همچنین خدمات لجستیکی فعالیت می‌کند و به‌عنوان نهمین شرکت لجستیک جهان شناخته می‌شود.
شرکت تول در سال ۱۸۸۸ توسط آلبرت تول در شهر نیوکاسل (استرالیا) تأسیس شد و در حال حاضر دارای عملیات در ۵۵ کشور جهان می‌باشد. دفتر مرکزی این شرکت در شهر ملبورن، استرالیا قرار دارد و بخشی از سهام آن در بازار بورس اوراق بهادار استرالیا معامله می‌شود.